# Michaelstow
Michaelstow est une paroisse civile et un village des Cornouailles, en Angleterre.